# Vanneaugobius dollfusi
Vanneaugobius dollfusi es una especie de peces de la familia de los Gobiidae en el orden de los Perciformes.

## Hábitat
Es un pez de Clima subtropical y demersal que vive entre 110 a 115 m de profundidad.

## Distribución geográfica
Se encuentra en el Marruecos (frente a las costas de Agadir), aunque también hay registros en el Mar Adriático.

## Observaciones
Es inofensivo para los humanos. 